# Hymn Rumunii
Deșteaptă-te, române (z rum. Przebudź się, Rumunie) – hymn państwowy Rumunii.
Słowa pieśni napisał Andrei Mureșanu, rumuński poeta, dziennikarz i tłumacz, uzdolniony trybun czasów Rewolucji 1848. Muzykę skomponował Anton Pann, poeta i etnograf, pieśniarz i autor podręczników muzycznych. Hymn po raz pierwszy został wykonany w 1848 roku w miejscowości Râmnicu Vâlcea. Od tego czasu towarzyszył Rumunom w przełomowych momentach historycznych. Był również spontanicznie śpiewany w czasie wystąpień antykomunistycznych w 1989 roku. W ten sposób pieśń stała się hymnem wyrosłym z historii narodowych zmagań.
W latach 1991–1994 była także hymnem Mołdawii, zastąpionym pieśnią Limba noastră.

## Tekst i polskie tłumaczenie
Deșteaptă-te, române
Deșteaptă-te, române,

din somnul cel de moarte,

În care te-adânciră

barbarii de tirani

Acum ori niciodată

croiește-ți altă soarte,

La care să se-nchine

și cruzii tăi dușmani.

Acum ori niciodată

să dăm dovezi în lume

Că-n aste mâni mai

curge un sânge de roman,

Și că-n a noastre piepturi

păstrăm cu fală-un nume

Triumfător în lupte,

un nume de Traian.

Priviți, mărețe umbre,

Mihai, Ștefan, Corvine,

Româna națiune,

ai voștri strănepoți,

Cu brațele armate,

cu focul vostru-n vine,

"Viața-n libertate ori moarte"

strigă toți.

Preoți, cu crucea-n frunte 

căci oastea e creștină,

Deviza-i libertate

și scopul ei preasfânt.

Murim mai bine-n luptă,

cu glorie deplină,

Decât să fim sclavi

iarăși în vechiul nost'pământ.
Przebudź się, Rumunie
Przebudź się, Rumunie,

Otrząśnij się ze śmiertelnego snu,

W który wpędzili cię

Okrutni tyrani.

Teraz lub nigdy

Weź los w swe ręce,

Zdobądź uznanie u wszystkich,

Nawet u swych wrogów.

Teraz lub nigdy

Daj światu czytelny znak,

Że w twoich żyłach pulsuje

Dawnych Rzymian krew,

A w naszych sercach

Z dumą nosimy imię

Sławnego w bojach

Dzielnego Trajana.

Spójrz na duchy możnych  władców:

Michała, Stefana, Korwina,

Z rumuńskiego narodu

Twe wielkie potomstwo,

Z bronią w dłoniach

O sercach żarliwych,

„Wolność lub śmierć” 

– oto ich zawołanie.

Księża, prowadźcie nas krucyfiksami,

Ta armia jest chrześcijańska.

Jej mottem jest wolność

I to jest nasz święty cel.

Lepiej zginąć na polu bitwy,

W pełni wszelkiej chwały,

Niż być znów niewolnikiem 

Na swojej własnej starożytnej ziemi.